# Komossen
Komossen este o arie protejată (arie specială de conservare — SAC, sit de importanță comunitară — SCI) din Suedia întinsă pe o suprafață de 55,7 ha, integral pe uscat.

## Localizare
Centrul sitului Komossen este situat la coordonatele 60°37′07″N 17°29′56″E / 60.6185°N 17.4989°E.

## Înființare
Situl Komossen a fost declarat sit de importanță comunitară în iunie 2001 pentru a proteja 5 specii de plante. Situl a fost protejat și ca arie specială de conservare în martie 2011.

## Biodiversitate
Situată în ecoregiunea boreală, aria protejată conține 5 habitate naturale: Păduri fino-scandinave bogate în ierburi cu Picea abies, Mlaștini împădurite, Mlaștini alcaline, Păduri caducifoliate de mlaștină fino-scandinave, Taiga vestică.
La baza desemnării sitului se află mai multe specii protejate de  plante (5): Buxbaumia viridis, papucul doamnei (Cypripedium calceolus), Hamatocaulis vernicosus, Herzogiella turfacea, moșișoare (Liparis loeselii).